# Arytaina helleri
Arytaina helleri är en insektsart som beskrevs av Burckhardt 1989. Arytaina helleri ingår i släktet Arytaina och familjen rundbladloppor. Inga underarter finns listade i Catalogue of Life.